# Kerk van Veenhusen
De Kerk van Veenhusen (Veenhuser Kirche) is een hervormd kerkgebouw in het Oost-Friese Veenhusen (Nedersaksen).
De kerk werd omstreeks 1290 als zaalkerk gebouwd.

## Geschiedenis en architectuur
Tegen het einde van de 13e eeuw trokken mensen naar de zandruggen van Veenhusen en bouwden daar de eerste huizen. Tevens werd er een rechthoekige zaalkerk met een kerk gesticht, waarvoor men het bouwmateriaal van de gesloopte kerk in Osterwinsum op het eiland in de Eems hergebruikte. In verband met de gewijzigde loop van de rivier moest deze nederzetting samen met het kerkgebouw in 1283 worden opgegeven.
Welcken Osterwinsum plach tho liggen, daer nu de Emse hen geit int Westen vant Voorwerck thom Dyke, und de kercke is transfereert tho Veenhuysen, und wert noch wel genoemet tho Nienhove.
(Waar Osterwinsum placht te liggen, loopt nu de Eems in het westen van het voorwerk (Klooster Thedinga) tot de dijk, en de kerk werd naar Veenhusen overgebracht, en wordt nog wel Nienhove genoemd".
– Eggerik Beninga, Antonius Matthaeus: Chronyck oft Historie van Oost-Frieslant, uitgave van 1706).
In de middeleeuwen behoorde Veenhusen tot de proosdij Leer in het bisdom Münster. Tijdens de reformatie sloot de kerkelijke gemeente zich in 1540 bij de gereformeerde leer aan. Kruisen, beelden en het altaar werden uit de kerk verwijderd en het Nederlands werd als kerkelijke taal ingevoerd.
Oorspronkelijk stond de klokkentoren los van de kerk in het noordwesten, maar deze werd in 1869 vervangen door een toren die aan het westelijke deel van het kerkschip werd aangebouwd en tevens als ingang dient. De achthoekige spits wordt door een ongebruikelijke vis als windvaan bekroond. In de 19e eeuw werd bovendien een tweede galerij in het westelijke deel van het kerkschip ingebouwd. De houten vloer werd in 1960 vernieuwd. Tijdens de renovatie van de verzakte vloer in de jaren 1990 stootte men op resten van de middeleeuwse vloertegels. De nieuwe tegels die nu in het middenpad liggen zijn op deze vondst geïnspireerd.

## Vredeskerk
Door de voortdurende veenontginning ontwikkelde het dorp zich mee, waardoor de oude kerk tegenwoordig niet meer centraal in het dorp maar aan de westelijke rand ligt. Vanwege de lange weg naar de kerk diende eerst een school als provisorische kerkruimte, tot men in 1971 in Veenhusen een nieuw kerkelijk centrum bouwde, dat in 1981 nog eens vergroot werd. De provisorische stalen klokkenstoel werd in 1986 door een nieuwe klokkentoren vervangen. Een grondige verbouwing in het jaar 1997 leidde tot de huidige Vredeskerk (Friedenskirche). Tegenwoordig telt de kerkelijke gemeente circa 2750 leden (stand: 2011).

## Interieur
In het jaar 1641 bouwde de houtsnijder Tönnies Mahler de preekstoel, het vroegste werk van Mahler, die in de 17e eeuw altaarstukken en preekstoelen voor veel Oost-Friese kerken maakte.

#### Orgel
Het in 1801-1802 door Johann Rohlfs gebouwde orgel bleef grotendeels bewaard. Het vervoegt over acht registers op één manuaal en aangehangen pedaal. Het instrument wordt via drie keilbalgen van wind voorzien. In 1993 voerde Bartelt Immer samen met Reinalt Johannes Klein en Uwe Knaak een restauratie door.